# 金沢市夫婦強盗殺人事件
金沢市夫婦強盗殺人事件（かなざわしふうふごうとうさつじんじけん）は、2004年（平成16年）9月13日に石川県金沢市神野二丁目84番の民家で発生した強盗殺人事件（少年犯罪）。

## 概要
2004年（平成16年）9月13日3時20分ごろ、石川県金沢市神野2丁目の民家に強盗目的で少年（当時17歳）が勝手口の窓ガラスを割って侵入したが、家主の男性（当時66歳）と妻（当時64歳）に気づかれ、抵抗されたためサバイバルナイフ（刃渡り約30cm）や鉄製の杭（刃渡り約10 cm）で全身を刺して、夫婦を出血性ショックで死亡させた上、現金3700円とカードが入った財布を奪った。妻からの110番通報を受け、石川県警金沢西署の署員が現場に急行すると、ナイフを持って立ちつくす少年を発見し、少年が「人を刺した」と供述したため、同署員は少年を殺人未遂容疑で現行犯逮捕した。その後、夫婦が死亡したため、容疑を強盗殺人に切り替えて金沢地検に送検した。
強盗殺人容疑で送検された少年は「金がありそうな家があったので入ったが、見つかってしまったので夫婦を刺した」と説明し、動機については「運転免許取得が可能になる18歳を目前に控え、免許取得にかかる費用を強奪するため」と発言した。
少年は、小学校から不登校であったことを巡り、家庭内でトラブルになり、時には家族に手を出すこともあった。両親との会話は少なく、自宅に篭り漫画を読んだり、ゲームをしたりして過ごしていた。
盗みに入る家を物色するために母親の乗用車を無免許運転していた少年は、現場付近の市道で車が側溝に脱輪している状態で発見されたことについて「自分で運転した」と発言し、話題が車のことになるといきなり饒舌になり、異常なほどの関心を見せていた。
少年は夫婦を殺害したことについての反省や謝罪の念を示さず、取調官に自分の両親が殺害されたらどう思うかという質問に対し「そんなのは運命だ」と返答した。
当時、2ちゃんねるなどの掲示板上に、加害者少年の氏名や経歴などを特定する書き込みが見られた。そのため、同月22日には金沢地方法務局によって、それに該当する4件の書き込みの削除依頼がなされた。

## 少年の処遇
2004年（平成16年）10月4日、金沢地検は「刑事処分相当」の意見書を付け、少年を強盗殺人と銃刀法違反の容疑で金沢家裁へ送致した。
少年は少年審判を経て、金沢家裁（仲宗根一郎裁判官）から金沢地検へ逆送致され（同月29日付の決定）、同年11月5日、強盗殺人・銃刀法違反の罪で金沢地裁へ起訴された。

## 刑事裁判

### 第一審・金沢地裁
2004年（平成16年）12月22日、金沢地裁（伊東一廣裁判長）で初公判が開かれ、罪状認否で少年は起訴事実を認めた。2005年7月から2006年3月にかけて実施された精神鑑定の結果、少年は「反社会性パーソナリティ障害には該当するが、アスペルガー症候群や行為障害には当てはまらない。性格の偏りはあるが、責任能力が減衰していたとはいえない」として責任能力が認められた。
2006年（平成18年）9月7日、論告求刑公判が開かれ、検察官は「犯行は残虐で冷酷を極めており、本来であれば死刑を持って臨むほかない」として、犯行時18歳未満の被告人に対する最高刑の無期懲役を求刑した。
同年12月18日、金沢地裁（堀内満裁判長）で判決公判が開かれ、裁判長は「犯行は冷酷無情で酌量の余地は全くない」として検察官の求刑通り元少年に無期懲役の判決を言い渡した。判決理由で裁判長は、元少年が「凶器を複数用意していたこと、返り血が目立たない服に着替えたこと、通報を阻止するために電話線を切断したこと」を挙げ、完全責任能力があったと認定した。
その上で「死刑を選択すべき事案であるが、少年法第51条の規定が適用される」と結論付けた。遺族は判決後の会見で「年齢に関係なく死刑が適用できるように少年法の見直しをお願いしたい」と発言した。

### 控訴取り下げ・無期懲役確定
同年12月27日に元少年の弁護人が判決を不服として名古屋高裁金沢支部に控訴したが、2007年（平成19年）2月13日に元少年が控訴を取り下げたため、無期懲役の判決が確定した。

## 損害賠償請求訴訟
殺害された被害者らの遺族は、損害賠償命令制度に基づき、元少年とその両親を相手取り、4970万円の損害賠償を金沢地裁に申し立てた。2006年（平成18年）12月26日の和解協議で元少年の母親は長期にわたって毎月数万円ずつ支払うことを約束し、遺族が了承したため、2007年（平成19年）1月26日に正式に和解が成立した。

## 少年事件記録廃棄問題
2022年（令和4年）10月20日に神戸家裁が神戸連続児童殺傷事件の事件記録を全廃棄していたことが発覚した。それを皮切りに相次いで全国の重大少年事件の記録が廃棄されていたことが明らかとなり、問題となった。
事件記録の処分の判断が各裁判所に任されていたことが原因であったとされ、最高裁は同月25日付で全国の裁判所に対し全ての裁判記録の廃棄を一時停止するよう指示した。
同年12月13日、最高裁は本事件を含んだ少年事件59件の事件記録について、保存あるいは廃棄の経緯を個別調査する旨を発表した。加えて同月19日、金沢家裁は本事件の記録が作成されたか否かが不明となっている旨を発表した。

## その他
本事件の発生前後の時期である2004年8月から同年9月にかけては、加古川7人殺害事件（同年8月2日発生）、津山小3女児殺害事件（9月3日）、豊明母子4人殺害事件（9月9日）、栃木兄弟誘拐殺人事件（9月12日）、長野・愛知4連続強盗殺人事件（9月17日に犯人逮捕）、大牟田4人殺害事件（9月21日発覚）と、日本各地で被害者が大量に上ったり、幼い子供が犠牲になったりする凶悪な殺人事件が短期間に相次いで発生していた。